# El detectiu Conan: The Million Dollar Pentagram
El detectiu Conan: The Million Dollar Pentagram (名探偵コナン 100万ドルの五稜星, Meitantei Conan: Hyaku Man Doru no Michishirube) és una pel·lícula d'anime que es va estrenar el 12 d'abril de 2024. Representa la 27a pel·lícula de la sèrie de pel·lícules del Detectiu Conan. S'estrenà el 28 de juny de 2024 amb subtítols i doblatge en català.

## Sinopsi
Ha arribat un missatge d'en Kaito Kid en què diu que robarà una espasa japonesa que pertany a la rica família Onoe, de Hakodate (Hokkaido). En Conan i en Heiji Hattori es posen a investigar el cas per capturar en Kid. Les col·leccions de la família Onoe estan associades amb en Toshizo Hijikata, una figura històrica que va morir a Hakodate. Per què en Kid, especialitzat en joies, ara persegueix una espasa?
Casualment, l’advocat de la família Onoe apareix mort al districte de magatzems, aparentment assassinat amb una espasa. El sospitós és un inversor/traficant d’armes que es diu que busca el tresor amagat de la família Onoe.
Mentrestant, en Heiji està tractant de trobar un emplaçament amb vistes perfectes per declarar el seu amor a la Kazuha. Al Nord, entre els cirerers, comença la recerca apassionant del tresor!

## Repartiment

### Repartiment de veus original
- Minami Takayama interpreta Conan Edogawa
- Rikiya Koyama interpreta Kogoro Mouri
- Wakana Yamazaki interpreta Ran Mouri
- Kappei Yamaguchi interpreta Kaito Kid
- Ryo Horikawa interpreta Heiji Hattori